# Duosperma transvaalense
Duosperma transvaalense är en akantusväxtart som först beskrevs av Schinz, och fick sitt nu gällande namn av Vollesen. Duosperma transvaalense ingår i släktet Duosperma och familjen akantusväxter. Inga underarter finns listade i Catalogue of Life.